# Amancio Benítez
Amancio Francisco Benítez Candia (ur. 10 lutego 1973 w Cerroguy-Itapé) – paragwajski duchowny katolicki, biskup Benjamín Aceval od 2018, sekretarz Konferencji Episkopatu Paragwaju od 2018.

## Życiorys
Święcenia kapłańskie otrzymał 24 kwietnia 1999 i został inkardynowany do diecezji Villarrica del Espíritu Santo. Pracował głównie jako duszpasterz parafialny, był też m.in. wykładowcą liturgiki oraz rektorem części propedeutycznej seminarium w Villarrica.
16 czerwca 2018 papież Franciszek mianował go biskupem ordynariuszem diecezji Benjamín Aceval. Sakry udzielił mu 4 sierpnia 2018 arcybiskup Edmundo Valenzuela.
9 listopada 2018 został wybranym sekretarzem Konferencji Episkopatu Paragwaju.